# Montgomeryshire
Montgomeryshire o Maldwyn (del galés: Sir Drefaldwyn) es uno de los trece condados históricos de Gales, en la isla de Gran Bretaña en el Reino Unido.
Limita al norte y al noroccidente con Denbighshire y Merionethshire, al occidente con Cardiganshire, al sur con Radnorshire y al occidente con el condado inglés de Shropshire. En la actualidad ocupa la zona septentrional del condado de Powys.
Sus principales localidades son Llanfyllin, Machynlleth, Llanidloes, Newtown y Welshpool.
Debe su nombre a Roger II de Montgomery, conde de Shrewsbury y consejero de Guillermo I. Puede haber influido en el nombre de un condado pensilvanio, el de Montgomery.